# Kötélhúzás az 1900. évi nyári olimpiai játékokon
Az 1900. évi nyári olimpiai játékokon a kötélhúzás versenyét két csapat vívta, a franciák és egy vegyes csapat, amely svédekből és dánokból állt.

## Éremtáblázat
(A rendező ország csapata eltérő háttérszínnel, az egyes számoszlopok legmagasabb értéke vagy értékei vastagítással kiemelve.)
| Az 1900. évi nyári olimpiai játékok éremtáblázata kötélhúzásban | Az 1900. évi nyári olimpiai játékok éremtáblázata kötélhúzásban | Az 1900. évi nyári olimpiai játékok éremtáblázata kötélhúzásban | Az 1900. évi nyári olimpiai játékok éremtáblázata kötélhúzásban | Az 1900. évi nyári olimpiai játékok éremtáblázata kötélhúzásban | Olimpia  |
| --------------------------------------------------------------- | --------------------------------------------------------------- | --------------------------------------------------------------- | --------------------------------------------------------------- | --------------------------------------------------------------- | -------- |
|                                                                 | Ország                                                          | Arany                                                           | Ezüst                                                           | Bronz                                                           | Összesen |
| 1.                                                              | Nemzetközi Csapat (ZZX)                                         | 1                                                               | 0                                                               | 0                                                               | 1        |
|                                                                 |                                                                 |                                                                 |                                                                 |                                                                 |          |
| 2.                                                              | Franciaország (FRA)                                             | 0                                                               | 1                                                               | 0                                                               | 1        |
|                                                                 |                                                                 |                                                                 |                                                                 |                                                                 |          |
| Összesen                                                        | Összesen                                                        | 1                                                               | 1                                                               | 0                                                               | 2        |

## Érmesek
| Az 1900. évi nyári olimpiai játékok éremtáblázata kötélhúzásban                                                                             | Az 1900. évi nyári olimpiai játékok éremtáblázata kötélhúzásban        | Az 1900. évi nyári olimpiai játékok éremtáblázata kötélhúzásban | Az 1900. évi nyári olimpiai játékok éremtáblázata kötélhúzásban |
| --- | ---------------------------------------------------------------------- | --------------------------------------------------------------- | --------------------------------------------------------------- |
| Arany | Ezüst                                                                  | Bronz                                                           |                                                                 |
| Nemzetközi Csapat (ZZX) | Franciaország (FRA)                                                    | Nem adták ki (csak két csapat indult)                           |                                                                 |
| Edgar Aabye (DEN) · August Nilsson (SWE) · Eugen Schmidt (DEN) · Gustaf Söderström (SWE) · Karl Gustaf Staaf (SWE) · Charles Winckler (DEN) | Raymond Basset Jean Collas Charles Gondouin Joseph Roffo Émile Sarrade |                                                                 |                                                                 |

## Résztvevők
- Dánia (DEN) (3)
- Franciaország (FRA) (6)
- Svédország (SWE) (3)